# Liste kantonaler Volksabstimmungen des Kantons Bern
Die Liste kantonaler Volksabstimmungen des Kantons Bern zeigt die Volksabstimmungen des Kantons Bern seit 1999.

## Abstimmungen

### 2025
| Datum                                 | Titel der Vorlage                         | Titel der Vorlage                         | Anteil Ja-Stimmen | Resultat   |
| ------------------------------------- | ----------------------------------------- | ----------------------------------------- | ----------------- | ---------- |
| 09.02.2025 (provisorische Ergebnisse) | Volksinitiative «Berner Solar-Initiative» | Volksinitiative «Berner Solar-Initiative» |                   | Angenommen |
| 09.02.2025 (provisorische Ergebnisse) |                                           | Initiative                                | 28,8 %            | Abgelehnt  |
| 09.02.2025 (provisorische Ergebnisse) |                                           | Gegenvorschlag des Grossen Rates          | 66,7 %            | Angenommen |
| 09.02.2025 (provisorische Ergebnisse) |                                           | Stichfrage: Volksinitiative               | 26,8 %            | Abgelehnt  |
| 09.02.2025 (provisorische Ergebnisse) |                                           | Gegenvorschlag des Grossen Rates          | 73,2 %            | Angenommen |

### 2024
| Datum      | Titel der Vorlage                                                                               | Titel der Vorlage                                                                               | Anteil Ja-Stimmen | Resultat   |
| ---------- | ----------------------------------------------------------------------------------------------- | ----------------------------------------------------------------------------------------------- | ----------------- | ---------- |
| 22.09.2024 | Änderung der Kantonsverfassung (Kantonswechsel der Gemeinde Moutier: Aufhebung der Amtsbezirke) | Änderung der Kantonsverfassung (Kantonswechsel der Gemeinde Moutier: Aufhebung der Amtsbezirke) | 86,7 %            | Angenommen |
| 22.09.2024 | Konkordat über den Wechsel der Gemeinde Moutier zum Kanton Jura                                 | Konkordat über den Wechsel der Gemeinde Moutier zum Kanton Jura                                 | 83,2 %            | Angenommen |
| 03.03.2024 | Änderung der Kantonsverfassung (Einführung dringliche Gesetzgebung)                             | Änderung der Kantonsverfassung (Einführung dringliche Gesetzgebung)                             | 75,4 %            | Angenommen |

### 2023
| Datum      | Titel der Vorlage                                                              | Titel der Vorlage                                                              | Anteil Ja-Stimmen | Resultat   |
| ---------- | ------------------------------------------------------------------------------ | ------------------------------------------------------------------------------ | ----------------- | ---------- |
| 18.06.2023 | Änderung der Kantonsverfassung (Anpassungen bei den Schuldenbremsen)           | Änderung der Kantonsverfassung (Anpassungen bei den Schuldenbremsen)           | 68,7 %            | Angenommen |
| 18.06.2023 | Volksinitiative "Für eine kantonale Elternzeit"                                | Volksinitiative "Für eine kantonale Elternzeit"                                | 33,5 %            | Abgelehnt  |
| 12.03.2023 | Änderung der Kantonsverfassung (Stellung und Kompetenzen Justizbehörden)       | Änderung der Kantonsverfassung (Stellung und Kompetenzen Justizbehörden)       | 82,6 %            | Angenommen |
| 12.03.2023 | Änderung der Kantonsverfassung (Unvereinbarkeitsregeln Mitglieder Grosser Rat) | Änderung der Kantonsverfassung (Unvereinbarkeitsregeln Mitglieder Grosser Rat) | 73,4 %            | Angenommen |
| 12.03.2023 | Baukredit für die Verkehrssanierung Aarwangen                                  | Baukredit für die Verkehrssanierung Aarwangen                                  | 51,7 %            | Angenommen |
| 12.03.2023 | Baukredit für die Verkehrssanierung Burgdorf-Oberburg-Hasle                    | Baukredit für die Verkehrssanierung Burgdorf-Oberburg-Hasle                    | 56,9 %            | Angenommen |

### 2022
| Datum      | Titel der Vorlage                                                                    | Titel der Vorlage                                                                    | Anteil Ja-Stimmen | Resultat   |
| ---------- | ------------------------------------------------------------------------------------ | ------------------------------------------------------------------------------------ | ----------------- | ---------- |
| 25.09.2022 | Änderung der Kantonsverfassung (Stimmrechtsalter 16)                                 | Änderung der Kantonsverfassung (Stimmrechtsalter 16)                                 | 32,8 %            | Abgelehnt  |
| 15.05.2022 | Änderung der Kantonsverfassung (Volksvorschläge vor grossrätlichen Eventualanträgen) | Änderung der Kantonsverfassung (Volksvorschläge vor grossrätlichen Eventualanträgen) | 85,4 %            | Angenommen |
| 13.02.2022 | Änderung des Gesetzes über die Besteuerung der Strassenfahrzeuge                     | Änderung des Gesetzes über die Besteuerung der Strassenfahrzeuge                     | 47 %              | Abgelehnt  |

### 2021
| Datum      | Titel der Vorlage                                             | Titel der Vorlage                                             | Anteil Ja-Stimmen | Resultat   |
| ---------- | ------------------------------------------------------------- | ------------------------------------------------------------- | ----------------- | ---------- |
| 26.09.2021 | Änderung der Kantonsverfassung (Klimaschutz-Artikel)          | Änderung der Kantonsverfassung (Klimaschutz-Artikel)          | 63,9 %            | Angenommen |
| 07.03.2021 | Hauptvorlage GR Änderung des Gesetzes über Handel und Gewerbe | Hauptvorlage GR Änderung des Gesetzes über Handel und Gewerbe | 46,1 %            | Abgelehnt  |
| 07.03.2021 |                                                               | Eventualantrag                                                | 72,9 %            | Angenommen |
| 07.03.2021 |                                                               | Stichfrage: Hauptvorlage GR                                   | 44,2 %            | Abgelehnt  |
| 07.03.2021 |                                                               | Stichfrage: Eventualantrag                                    | 55,8 %            | Angenommen |

### 2020
| Datum      | Titel der Vorlage                                                       | Titel der Vorlage                                                       | Anteil Ja-Stimmen | Resultat   |
| ---------- | ----------------------------------------------------------------------- | ----------------------------------------------------------------------- | ----------------- | ---------- |
| 09.02.2020 | Konkordat über den Wechsel der Gemeinde Clavaleyres zum Kanton Freiburg | Konkordat über den Wechsel der Gemeinde Clavaleyres zum Kanton Freiburg | 89,0 %            | Angenommen |
| 09.02.2020 | Kredit für den Transitplatz in Wileroltigen                             | Kredit für den Transitplatz in Wileroltigen                             | 53,4 %            | Angenommen |

### 2019
| Datum      | Titel der Vorlage                                      | Titel der Vorlage                                      | Anteil Ja-Stimmen | Resultat   |
| ---------- | ------------------------------------------------------ | ------------------------------------------------------ | ----------------- | ---------- |
| 19.05.2019 | Änderung des Gesetzes über die öffentliche Sozialhilfe | Änderung des Gesetzes über die öffentliche Sozialhilfe |                   | Abgelehnt  |
| 19.05.2019 |                                                        | Vorlage des Grossen Rates                              | 47,4 %            | Abgelehnt  |
| 19.05.2019 |                                                        | Volksvorschlag                                         | 44,0 %            | Abgelehnt  |
| 19.05.2019 |                                                        | Stichfrage: Vorlage des Grossen Rates                  | 49,4 %            | Abgelehnt  |
| 19.05.2019 |                                                        | Stichfrage: Volksvorschlag                             | 50,6 %            | Angenommen |
| 10.02.2019 | Änderung des Kantonalen Energiegesetzes                | Änderung des Kantonalen Energiegesetzes                | 49,4 %            | Abgelehnt  |
| 10.02.2019 | Polizeigesetz                                          | Polizeigesetz                                          | 76,4 %            | Angenommen |

### 2018
| Datum      | Titel der Vorlage                                                                                   | Titel der Vorlage                                                                                   | Anteil Ja-Stimmen | Resultat   |
| ---------- | --------------------------------------------------------------------------------------------------- | --------------------------------------------------------------------------------------------------- | ----------------- | ---------- |
| 25.11.2018 | Änderung des Steuergesetzes (Steuergesetzrevision 2019)                                             | Änderung des Steuergesetzes (Steuergesetzrevision 2019)                                             | 46,4 %            | Abgelehnt  |
| 25.11.2018 | Kredit für die Unterbringung und Betreuung von unbegleiteten minderjährigen Asylsuchenden 2018–2020 | Kredit für die Unterbringung und Betreuung von unbegleiteten minderjährigen Asylsuchenden 2018–2020 | 59,1 %            | Angenommen |
| 04.03.2018 | Volksinitiative «Für demokratische Mitsprache – Lehrpläne vors Volk!»                               | Volksinitiative «Für demokratische Mitsprache – Lehrpläne vors Volk!»                               | 23,3 %            | Abgelehnt  |
| 04.03.2018 | Kantonsbeitrag an die Projektierung und Realisierung von Tram Bern – Ostermundigen                  | Kantonsbeitrag an die Projektierung und Realisierung von Tram Bern – Ostermundigen                  | 51,6 %            | Angenommen |

### 2017
| Datum      | Titel der Vorlage | Titel der Vorlage | Anteil Ja-Stimmen | Resultat   |
| ---------- | --- | --- | ----------------- | ---------- |
| 21.05.2017 | Beschluss des Grossen Rates betreffend den Projektierungskredit für die Verkehrssanierung Aarwangen – Langenthal Nord | Beschluss des Grossen Rates betreffend den Projektierungskredit für die Verkehrssanierung Aarwangen – Langenthal Nord | 60,1 %            | Angenommen |
| 21.05.2017 | Beschluss des Grossen Rates betreffend den Kredit für die Asylsozialhilfe 2016–2019                                   | Beschluss des Grossen Rates betreffend den Kredit für die Asylsozialhilfe 2016–2019                                   | 45,7 %            | Abgelehnt  |

### 2016
| Datum      | Titel der Vorlage | Titel der Vorlage | Anteil Ja-Stimmen | Resultat   |
| ---------- | --- | --- | ----------------- | ---------- |
| 27.11.2016 | Spitalstandortinitiative | Spitalstandortinitiative | 33,5 %            | Abgelehnt  |
| 28.02.2016 | Änderung des Gesetzes betreffend die Einführung der Bundesgesetze über die Kranken-, die Unfall- und die Militärversicherung (Krankenkassen-Prämienverbilligung) | Änderung des Gesetzes betreffend die Einführung der Bundesgesetze über die Kranken-, die Unfall- und die Militärversicherung (Krankenkassen-Prämienverbilligung) |                   | Abgelehnt  |
| 28.02.2016 | | Hauptvorlage | 45,6 %            | Abgelehnt  |
| 28.02.2016 | | Eventualvorlage | 36,5 %            | Abgelehnt  |
| 28.02.2016 | | Stichfrage: Hauptvorlage | 52,9 %            | Angenommen |
| 28.02.2016 | | Stichfrage: Eventualvorlage | 47,1 %            | Abgelehnt  |

### 2015
Es fanden keine kantonalen Abstimmungen statt.

### 2014
| Datum      | Titel der Vorlage | Titel der Vorlage | Anteil Ja-Stimmen | Resultat   |
| ---------- | --- | --- | ----------------- | ---------- |
| 18.05.2014 | Volksinitiative «Mühleberg vom Netz» | Volksinitiative «Mühleberg vom Netz» | 36,7 %            | Abgelehnt  |
| 18.05.2014 | Änderung des Gesetzes betreffend die Handänderungssteuer | Änderung des Gesetzes betreffend die Handänderungssteuer | 58,0 %            | Angenommen |
| 18.05.2014 | Gesetz über die kantonalen Pensionskassen (PKG) | Gesetz über die kantonalen Pensionskassen (PKG) |                   | Angenommen |
| 18.05.2014 | | Hauptvorlage | 61,7 %            | Angenommen |
| 18.05.2014 | | Eventualantrag | 61,4 %            | Angenommen |
| 18.05.2014 | | Stichfrage: Hauptvorlage des Grossen Rates | 60,5 %            | Angenommen |
| 18.05.2014 | | Stichfrage: Eventualantrag des Grossen Rates | 39,5 %            | Abgelehnt  |
| 09.02.2014 | Grossratsbeschluss vom 20. März 2013 betreffend die Genehmigung der Änderung des Konkordats über Massnahmen gegen Gewalt anlässlich von Sportveranstaltungen | Grossratsbeschluss vom 20. März 2013 betreffend die Genehmigung der Änderung des Konkordats über Massnahmen gegen Gewalt anlässlich von Sportveranstaltungen | 78,2 %            | Angenommen |

### 2013
| Datum      | Titel der Vorlage                 | Titel der Vorlage                            | Anteil Ja-Stimmen | Resultat   |
| ---------- | --------------------------------- | -------------------------------------------- | ----------------- | ---------- |
| 03.03.2013 | Volksinitiative «Bern erneuerbar» | Volksinitiative «Bern erneuerbar»            |                   | Abgelehnt  |
| 03.03.2013 |                                   | Volksinitiative                              | 34,7 %            | Abgelehnt  |
| 03.03.2013 |                                   | Gegenvorschlag des Grossen Rates             | 48,6 %            | Abgelehnt  |
| 03.03.2013 |                                   | Stichfrage: Volksinitiative                  | 36,5 %            | Abgelehnt  |
| 03.03.2013 |                                   | Stichfrage: Gegenvorschlag des Grossen Rates | 63,5 %            | Angenommen |

### 2012
| Datum      | Titel der Vorlage                                                                        | Titel der Vorlage                                                                        | Anteil Ja-Stimmen | Resultat   |
| ---------- | ---------------------------------------------------------------------------------------- | ---------------------------------------------------------------------------------------- | ----------------- | ---------- |
| 23.09.2012 | Optimierung der Förderung von Gemeindezusammenschlüssen (Änderung der Kantonsverfassung) | Optimierung der Förderung von Gemeindezusammenschlüssen (Änderung der Kantonsverfassung) | 61,9 %            | Angenommen |
| 23.09.2012 | Optimierung der Förderung von Gemeindezusammenschlüssen (Änderung des Gemeindegesetzes)  | Optimierung der Förderung von Gemeindezusammenschlüssen (Änderung des Gemeindegesetzes)  | 61,3 %            | Angenommen |
| 23.09.2012 | Volksinitiative «Faire Steuern – Für Familien»                                           | Volksinitiative «Faire Steuern – Für Familien»                                           |                   | Angenommen |
| 23.09.2012 |                                                                                          | Initiative                                                                               | 33,5 %            | Abgelehnt  |
| 23.09.2012 |                                                                                          | Gegenvorschlag des Grossen Rates                                                         | 52,9 %            | Angenommen |
| 23.09.2012 |                                                                                          | Stichfrage: Volksinitiative                                                              | 34,3 %            | Abgelehnt  |
| 23.09.2012 |                                                                                          | Gegenvorschlag des Grossen Rates                                                         | 65,7 %            | Angenommen |
| 23.09.2012 | Gesetz über die Besteuerung der Strassenfahrzeuge (Teilrevision)                         | Gesetz über die Besteuerung der Strassenfahrzeuge (Teilrevision)                         |                   | Angenommen |
| 23.09.2012 |                                                                                          | Vorlage des Grossen Rates                                                                | 44,9 %            | Abgelehnt  |
| 23.09.2012 |                                                                                          | Volksvorlage                                                                             | 53,8 %            | Angenommen |
| 23.09.2012 |                                                                                          | Stichfrage: Vorlage des Grossen Rates                                                    | 45,2 %            | Abgelehnt  |
| 23.09.2012 |                                                                                          | Stichfrage: Volksvorlage                                                                 | 54,7 %            | Angenommen |

### 2011
| Datum      | Titel der Vorlage | Titel der Vorlage | Anteil Ja-Stimmen | Resultat   |
| ---------- | --- | --- | ----------------- | ---------- |
| 15.05.2011 | Kantonales Energiegesetz (KEnG) | Kantonales Energiegesetz (KEnG) |                   | Angenommen |
| 15.05.2011 | | Vorlage des Grossen Rates | 32,1 %            | Abgelehnt  |
| 15.05.2011 | | Volksvorschlag | 79,0 %            | Angenommen |
| 15.05.2011 | | Stichfrage – Vorlage des Grossen Rates                                                                                                | 26,0 %            | Abgelehnt  |
| 15.05.2011 | | Stichfrage – Volksvorschlag | 74,0 %            | Angenommen |
| 13.02.2011 | Grossratsbeschluss betreffend Stellungnahme des Kantons Bern zum Rahmenbewilligungsgesuch für den Ersatz des Kernkraftwerks Mühleberg | Grossratsbeschluss betreffend Stellungnahme des Kantons Bern zum Rahmenbewilligungsgesuch für den Ersatz des Kernkraftwerks Mühleberg | 51,2 %            | Angenommen |
| 13.02.2011 | Gesetz über die Besteuerung der Strassenfahrzeuge                                                                                     | Gesetz über die Besteuerung der Strassenfahrzeuge                                                                                     |                   | Angenommen |
| 13.02.2011 | | Vorlage des Grossen Rates | 52,7 %            | Angenommen |
| 13.02.2011 | | Volksvorschlag | 50,4 %            | Angenommen |
| 13.02.2011 | | Stichfrage – Vorlage des Grossen Rates                                                                                                | 50,0 %            |            |
| 13.02.2011 | | Stichfrage – Volksvorschlag | 50,0 %            |            |

### 2010
| Datum      | Titel der Vorlage                                   | Anteil Ja-Stimmen | Resultat  |
| ---------- | --------------------------------------------------- | ----------------- | --------- |
| 26.09.2010 | «zäme läbe – zäme schtimme» (Verfassungsinitiative) | 27,7 %            | Abgelehnt |

### 2009
| Datum      | Titel der Vorlage                                                                 | Anteil Ja-Stimmen | Resultat   |
| ---------- | --------------------------------------------------------------------------------- | ----------------- | ---------- |
| 29.11.2009 | Änderung der Verfassung; Stimmrechtsalter 16                                      | 24,6 %            | Abgelehnt  |
| 27.09.2009 | Beitritt zur interkantonalen Vereinbarung über die Harmonisierung der Volksschule | 51,5 %            | Angenommen |

### 2008
| Datum      | Titel der Vorlage                                                       | Titel der Vorlage                                                       | Anteil Ja-Stimmen | Resultat   |
| ---------- | ----------------------------------------------------------------------- | ----------------------------------------------------------------------- | ----------------- | ---------- |
| 30.11.2008 | Wahlkreisreform 2010: Änderung der Verfassung                           | Wahlkreisreform 2010: Änderung der Verfassung                           | 82,7 %            | Angenommen |
| 30.11.2008 | Wahlkreisreform 2010: Änderung des Gesetzes über die politischen Rechte | Wahlkreisreform 2010: Änderung des Gesetzes über die politischen Rechte | 79,8 %            | Angenommen |
| 24.02.2008 | Einführung einer Schuldenbremse                                         | Einführung einer Schuldenbremse                                         | 76,8 %            | Angenommen |
| 24.02.2008 | Änderung des Steuergesetzes                                             | Änderung des Steuergesetzes                                             |                   | Angenommen |
| 24.02.2008 |                                                                         | Vorlage des Grossen Rates                                               | 60,6 %            | Angenommen |
| 24.02.2008 |                                                                         | Volksvorschlag                                                          | 54,3 %            | Angenommen |
| 24.02.2008 |                                                                         | Stichfrage: Vorlage des Grossen Rates                                   | 49,1 %            | Abgelehnt  |
| 24.02.2008 |                                                                         | Stichfrage: Volksvorschlag                                              | 50,9 %            | Angenommen |

### 2007
| Datum      | Titel der Vorlage                                                                                        | Anteil Ja-Stimmen | Resultat   |
| ---------- | --- | ----------------- | ---------- |
| 17.06.2007 | Umsetzung der Strategie für Agglomerationen und regionale Zusammenarbeit (Verfassungsänderung)           | 80,0 %            | Angenommen |
| 17.06.2007 | Umsetzung der Strategie für Agglomerationen und regionale Zusammenarbeit (Änderung des Gemeindegesetzes) | 79,4 %            | Angenommen |
| 17.06.2007 | Verpflichtungskredit Tram Bern-West                                                                      | 69,5 %            | Angenommen |
| 11.03.2007 | Änderung des Polizeigesetzes                                                                             | 78,9 %            | Angenommen |

### 2006
| Datum      | Titel der Vorlage                                                        | Anteil Ja-Stimmen | Resultat   |
| ---------- | ------------------------------------------------------------------------ | ----------------- | ---------- |
| 26.11.2006 | Flughafen Bern-Belp: Kantonsbeitrag an den Infrastrukturausbau 2006–2008 | 63,7 %            | Angenommen |
| 24.09.2006 | Reform der dezentralen kantonalen Verwaltung (Verfassungsänderung)       | 58,3 %            | Angenommen |
| 24.09.2006 | Justizreform (Verfassungsänderung)                                       | 73,8 %            | Angenommen |

### 2005
| Datum      | Titel der Vorlage                                                                     | Titel der Vorlage                                                                     | Anteil Ja-Stimmen | Resultat   |
| ---------- | ------------------------------------------------------------------------------------- | ------------------------------------------------------------------------------------- | ----------------- | ---------- |
| 25.09.2005 | Verfassungsänderung (Erteilung Kantonsbürgerrecht)                                    | Verfassungsänderung (Erteilung Kantonsbürgerrecht)                                    | 65,9 %            | Angenommen |
| 25.09.2005 | Änderung des Gesetzes über die Erteilung des Kantons- und Gemeindebürgerrechts (KBüG) | Änderung des Gesetzes über die Erteilung des Kantons- und Gemeindebürgerrechts (KBüG) | 60,0 %            | Angenommen |
| 25.09.2005 | Änderung des Gesetzes über die Anstellung der Lehrkräfte (LAG)                        | Änderung des Gesetzes über die Anstellung der Lehrkräfte (LAG)                        | 55,3 %            | Angenommen |
| 05.06.2005 | Spitalversorgungsgesetz                                                               | Spitalversorgungsgesetz                                                               |                   | Angenommen |
| 05.06.2005 |                                                                                       | Vorlage des Grossen Rates                                                             | 50,5 %            | Angenommen |
| 05.06.2005 |                                                                                       | Volksvorschlag «für gute öffentliche Spitäler»                                        | 65,7 %            | Angenommen |
| 05.06.2005 |                                                                                       | Stichfrage: Vorlage des Grossen Rates                                                 | 36,3 %            | Abgelehnt  |
| 05.06.2005 |                                                                                       | Stichfrage: Volksvorschlag                                                            | 63,7 %            | Angenommen |
| 27.02.2005 | Gesetzesinitiative «für tragbare Steuern»                                             | Gesetzesinitiative «für tragbare Steuern»                                             | 40,1 %            | Abgelehnt  |

### 2004
| Datum      | Titel der Vorlage                  | Titel der Vorlage                     | Anteil Ja-Stimmen | Resultat   |
| ---------- | ---------------------------------- | ------------------------------------- | ----------------- | ---------- |
| 28.11.2004 | Änderung des Personalgesetzes      | Änderung des Personalgesetzes         |                   | Angenommen |
| 28.11.2004 |                                    | Vorlage des Grossen Rates             | 51,6 %            | Angenommen |
| 28.11.2004 |                                    | Volksvorschlag                        | 49,4 %            | Abgelehnt  |
| 28.11.2004 |                                    | Stichfrage: Vorlage des Grossen Rates | 48,9 %            | Abgelehnt  |
| 28.11.2004 |                                    | Stichfrage: Volksvorschlag            | 51,1 %            | Angenommen |
| 16.05.2004 | Investitionsbeitrag Tram Bern West | Investitionsbeitrag Tram Bern West    | 49,6 %            | Abgelehnt  |

### 2003
Es fanden keine kantonalen Abstimmungen statt.

### 2002
| Datum      | Titel der Vorlage                                                                                  | Anteil Ja-Stimmen | Resultat   |
| ---------- | -------------------------------------------------------------------------------------------------- | ----------------- | ---------- |
| 24.11.2002 | Erschliessung Flughafen Bern-Belp                                                                  | 46,3 %            | Abgelehnt  |
| 22.09.2002 | Verfassung des Kantons Bern (Teil der Wahlreform)                                                  | 83,5 %            | Angenommen |
| 22.09.2002 | Gesetz über die politischen Rechte (Teil der Wahlreform)                                           | 72,6 %            | Angenommen |
| 22.09.2002 | "Bern 2010"; Eissportanlagen                                                                       | 22,5 %            | Abgelehnt  |
| 22.09.2002 | "Bern 2010"; Durchführung                                                                          | 21,2 %            | Abgelehnt  |
| 22.09.2002 | Wassernutzungsgesetz: Vorlage des Grossen Rates                                                    | 34,8 %            | Abgelehnt  |
| 22.09.2002 | Wassernutzungsgesetz: Volksvorschlag                                                               | 69,1 %            | Angenommen |
| 03.03.2002 | Kantonale Abstimmung über die «Defizit- und Steuererhöhungsbremse» (Änderung der Staatsverfassung) | 79,0 %            | Angenommen |

### 2001
Es fanden keine kantonalen Abstimmungen statt.

### 2000
| Datum      | Titel der Vorlage                                                                          | Anteil Ja-Stimmen | Resultat   |
| ---------- | ------------------------------------------------------------------------------------------ | ----------------- | ---------- |
| 26.11.2000 | Kantonale Volksabstimmung über die Treibstoffinitiative                                    | 30,9 %            | Abgelehnt  |
| 24.09.2000 | Kantonale Volksabstimmung über die Verfassungsinitiative zur Stilllegung des AKW Mühleberg | 35,7 %            | Abgelehnt  |
| 21.05.2000 | Steuergesetz 2001: Hauptvorlage des Grossen Rates                                          | 60,9 %            | Angenommen |
| 21.05.2000 | Steuergesetz 2001: Eventualantrag des Grossen Rates                                        | 51,9 %            | Angenommen |

### 1999
Es fanden keine kantonalen Abstimmungen statt.

## Quelle
- sta.be.ch: Abstimmungen